# Huaca del Dragón

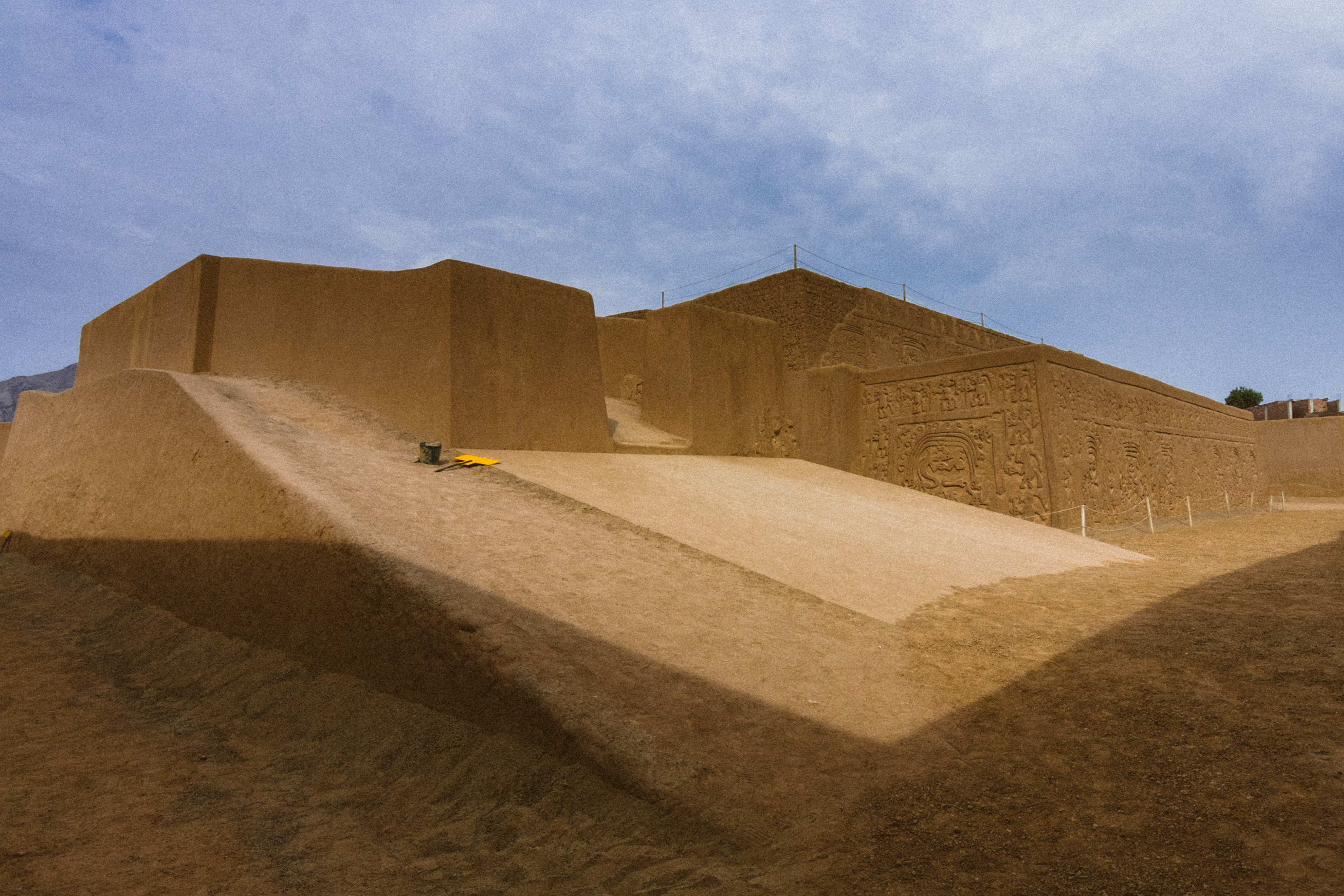
Huaca del Dragón o del Arco Iris.

La Huaca del Dragón, o como también se le llama, Huaca del Arco Iris, está ubicada en el norte, en las afueras de la ciudad de Trujillo, en el distrito de La Esperanza y cerca de Chan Chan, en el Perú.
Se trata de un gran monumento religioso, centro ceremonial y administrativo construido en adobe, cuyos murales están decorados con frisos en relieve mostrando figuras antropomorfas y representando estilizadamente el arcoíris. 

## Época preincaica
Si bien algunos arqueólogos atribuyen este monumento a la Cultura Chimú (años 1100-1450), otros afirman que este adoratorio fue construido entre los años 800-1000 de nuestra era, por la Cultura Moche.

## Huaca arcoíris

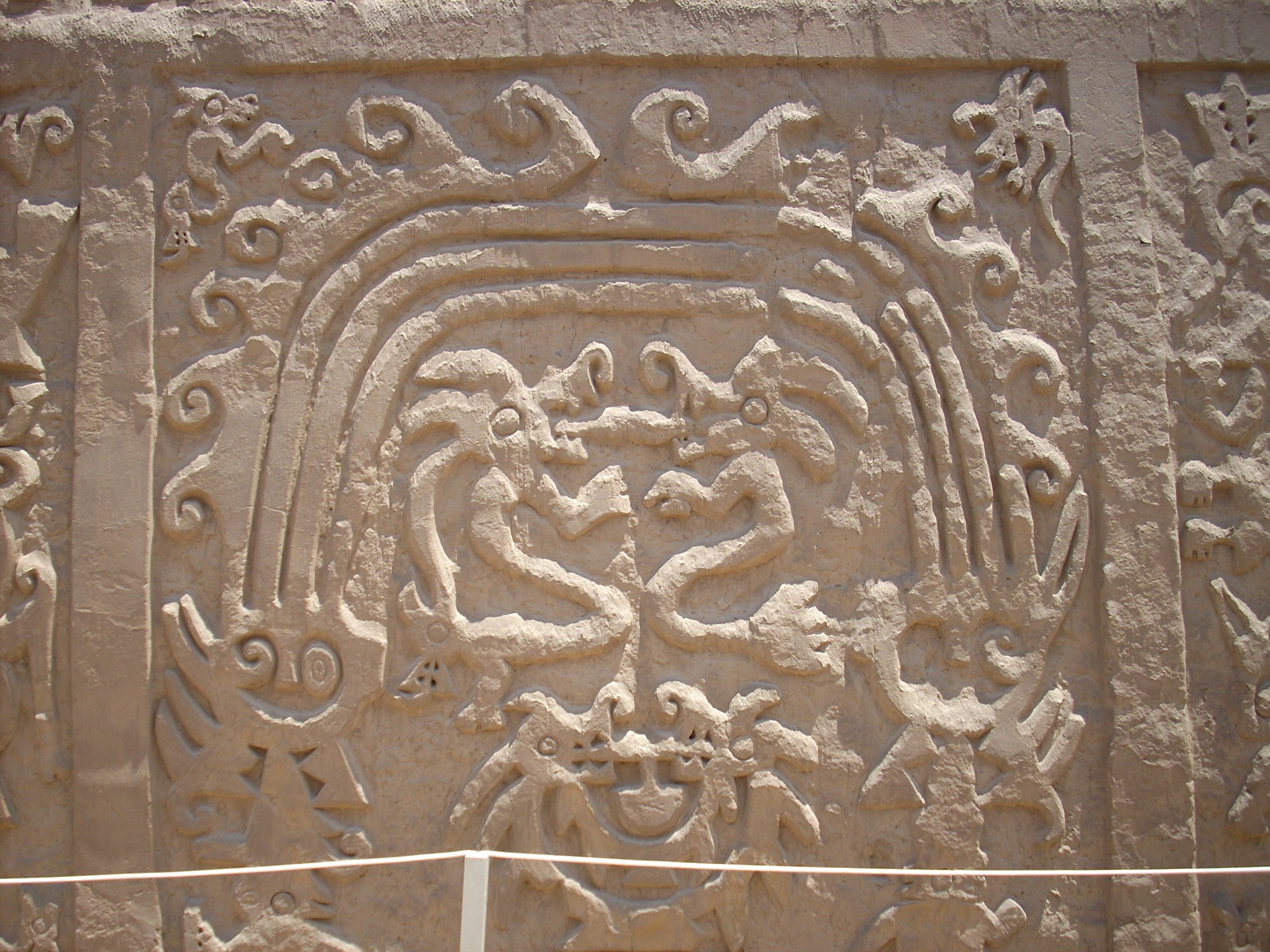
Relieve de los dragones bajo el arcoíris.

Al ingresar a la huaca arco iris podemos apreciar una rampa que conduce a un primer nivel que presenta figuras talladas en las paredes en forma de dragón y sobre estas figuras se representa a un arcoíris. Otra rampa, más pequeña que la primera, nos conduce al segundo nivel. En este nivel hay catorce depósitos donde probablemente se halla almacenado alimentos y ofrendas que otorgaban la gente del pueblo.

## Arquitectura
Se trata de una pirámide formada por una doble plataforma protegida por una elevada muralla con un solo ingreso al conjunto arquitectónico. Las típicas rampas de la época dan acceso a la Huaca desde la parte superior.
Esta construcción tiene catorce depósitos, lo que indica que no solo era un adoratorio, sino un centro de acopio de bienes para el abastecimiento de quienes vivían allí y sus alrededores.
Los muros de las plataformas están decorados con bellos altorrelieves. Una figura adopta la forma de un arcoíris en forma muy estilizada en pos de engullir a un personaje, con cada cabeza. Al centro figuras antropomórficas en forma de Dragón con las fauces abiertas comparten el bocado. Una figura bicéfala posada sobre una pequeña plataforma o altar comparte entre sus fauces un tumi.

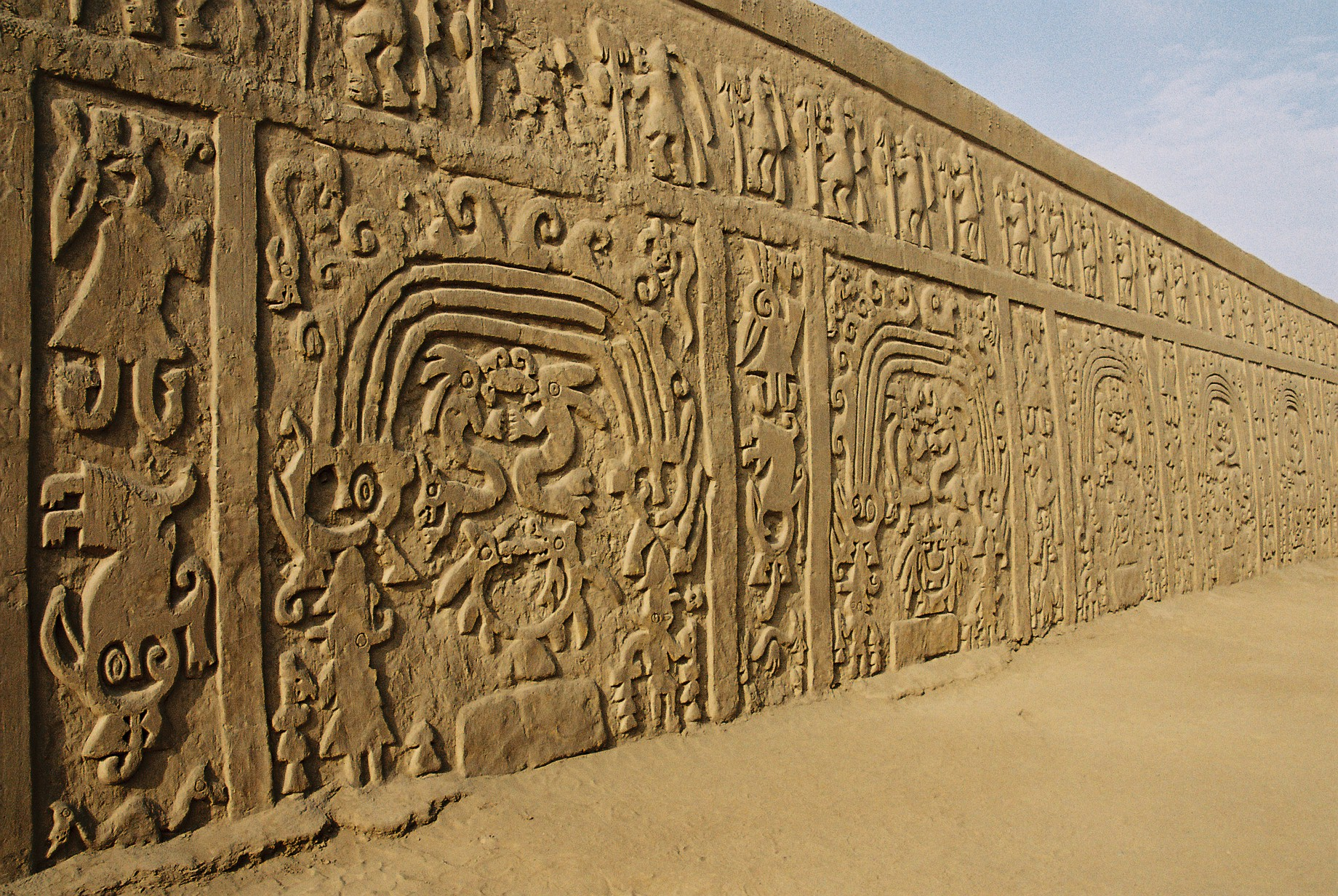
Pared de la Huaca Arco Iris.

## Museo
En vista de que la huaca ha sido restaurada, se la puede visitar y aprovechar para conocer su museo.